# Fabia Tiavina Andriamitantsoa
Fabia Tiavina Andriamitantsoa est une haltérophile malgache née le 11 avril 2005.

## Carrière
Fabia Tiavina Andriamitantsoa dispute les Jeux des îles de l'océan Indien 2023 à Madagascar dans la catégorie des moins de 45 kg, remportant deux médailles d'argent à l'épaulé-jeté et au total ainsi qu'une médaille de bronze à l'arraché.
Aux Jeux africains de 2023 à Accra, elle est médaillée de bronze à l'épaulé-jeté dans la catégorie des moins de 45 kg.
Elle est triple médaillée d'argent dans la catégorie des moins de 45 kg aux Championnats d'Afrique d'haltérophilie 2025 à Moka.